# Сорокіно (Калінінградська область)
Сорокіно (рос. Сорокино) — селище Краснознаменського району, Калінінградської області Росії. Входить до складу Краснознаменського міського округу.
Населення —  32 особи (2015 рік). 

## Населення
| 2002 | 2010 |
| ---- | ---- |
| 37   | ↘32  |